# Jussari
Jussari is een gemeente in de Braziliaanse deelstaat Bahia. De gemeente telt 6.914 inwoners (schatting 2009).